# Ménéac
Ménéac (tiếng Breton: Menieg) là một xã ở tỉnh Morbihan trong vùng Bretagne tây bắc Pháp. Xã này có diện tích 68,22 km², dân số năm 1999 là 1690 người. Khu vực này có độ cao từ 68-208 mét trên mực nước biển.
Cư dân của Ménéac danh xưng trong tiếng Pháp là Ménéacois.